# Veszprém Aréna
A One Veszprém Aréna Magyarország negyedik legnagyobb vidéki sport- és rendezvénycsarnoka. Itt játssza mérkőzéseit Magyarország legsikeresebb kézilabda csapata a One Veszprém KC. Az aréna több nagyszabású eseménynek szolgált már színhelyeként.

## Általánosságban
A veszprémi rendezvénycsarnok kézilabda-, kosárlabda-, röplabda-, teremlabdarúgás-, küzdősportok-, konferenciák, táncversenyek-, divatbemutatók-, koncertek-, kiállítások-, konferenciák- helyszíne. Alkalmas asztalitenisz, ökölvívás, birkózás, torna, vívás, ritmikus sportgimnasztika, súlyemelés versenyek rendezésére, valamint minden olyan rendezvény helyszínéül, amely a 2000 négyzetméteres küzdőtérhez igazodik - például autós és lovas programokhoz vagy téli-nyári jégrevükhöz.
Impozáns, 650 négyzetméteres előcsarnoka önállóan is alkalmas kisebb rendezvények, kiállítások, bálok, partik vagy akár disco helyszínének is, korszerű, százfős sajtóblokkja pedig nemzetközi sportversenyek alkalmával vagy konferenciák helyszíneként használható.
A multifunkcionális csarnok teljes területe akadálymentesített. Gépjárművel vagy autóbusszal is könnyen megközelíthető, a gyalogosok és a kerékpárosok is biztonságosan elérhetik.
2025. február 20-án a csarnok névadó szponzora lett a One Magyarország, így neve One Veszprém Aréna lett.

## Technikai adatok

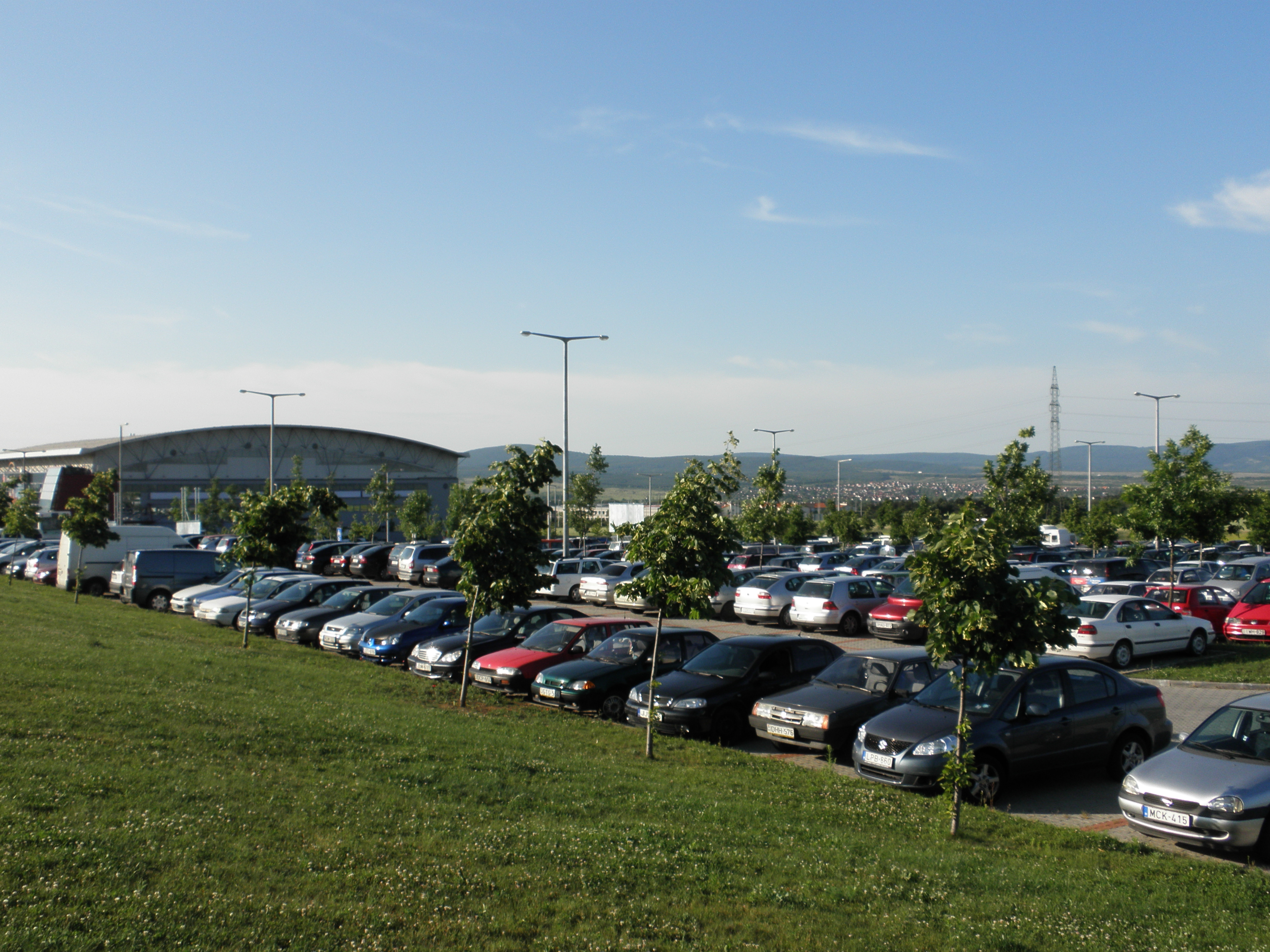
Az Aréna parkolója

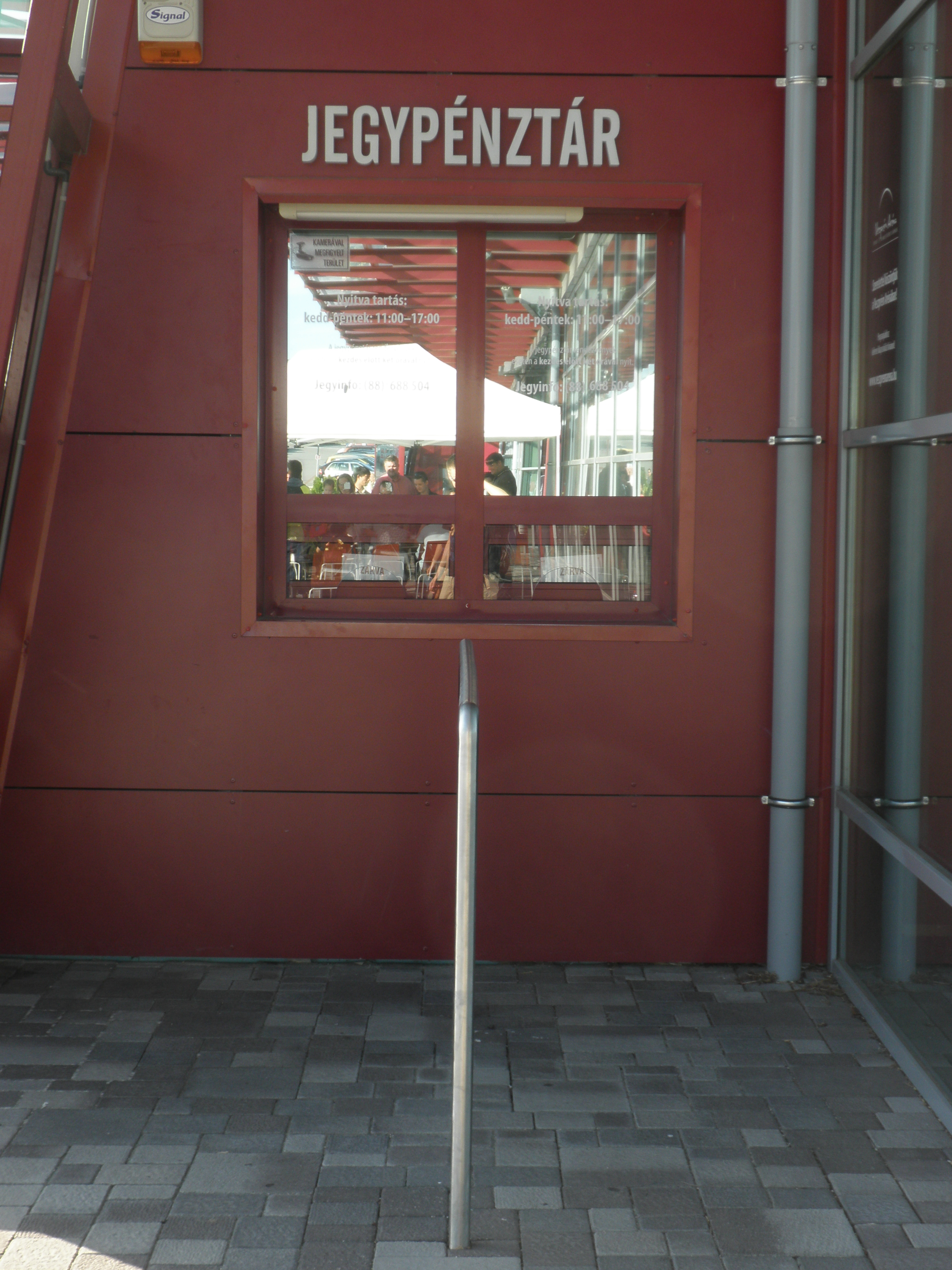
Az Aréna jegypénztára

| Megnevezés                                    | Adat               |
| --------------------------------------------- | ------------------ |
| Arénatér hossza                               | 46 méter           |
| Arénatér szélessége                           | 38 méter           |
| Arénatér területe                             | 1750 négyzetméter  |
| Szintek                                       | 3                  |
| Liftek                                        | 2                  |
| Ülőhelyek küzdőtér nélkül                     | 3836 db            |
| Ülőhelyek mobil lelátókon                     | 1260 db            |
| Ülőhelyek mobil lelátókkal együtt             | 5170 db            |
| Csarnok maximális befogadóképessége           | 6000 fő            |
| Sportolói öltözők száma                       | 8+1 játékvezetői   |
| Konferencia és sajtóblokk                     | 100 fő             |
| Gyakorló terem                                | 2*200 négyzetméter |
| Közvetítő fülke                               | 2 db               |
| Kameraállások                                 | 7 db               |
| VIP lelátó                                    | 216 fő             |
| Személygépkocsi parkolóhely befogadóképessége | 750                |

## Marian Cozma szobor

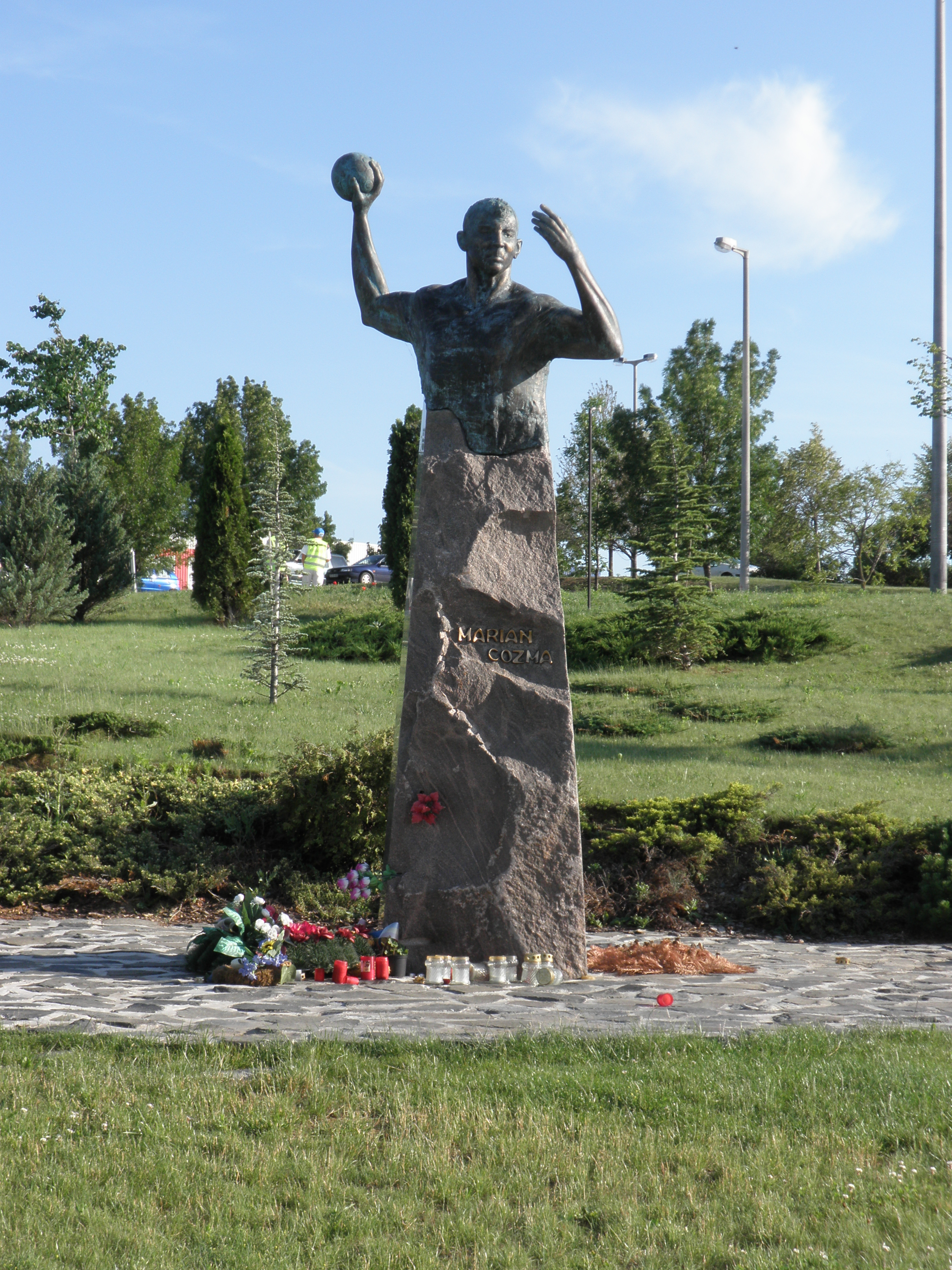
Marian Cozma szobor

Marian Cozma 2009. február 7-én, szombaton a Balatonfüred ellen játszott mérkőzés után egy veszprémi szórakozóhelyen töltötte több csapattársával együtt az estét. Az este folyamán dulakodás kezdődött egy másik csoporttal, amiben Marian Cozmát többször megszúrták, ennek következtében meghalt.
A Veszprém Handball Fan Club elnöke, Marian Cozma előtti tisztelgésként elkezdte szervezni, hogy egy szobrot állíthassanak az emlékére. A cél elérése érdekében gyűjtést szerveztek és Mihály Gábor, Munkácsy-díjas szobrászművészt kérték fel, hogy készítse el a szobrot. Az emlékművet 2010. február 6-án avatták fel a Veszprém Aréna előtt.

## Események
- Telekom Veszprém mérkőzések
- Magyarország férfi kézilabda-válogatott mérkőzések
- 2013 az Alba Fehérvár ideiglenes otthona a Eurocup mérkőzésekre
- 2013 Női kézilabda magyar kupa négyes döntő
- 2012-13 női EHF-bajnokok ligája-döntő
- 2011-12 női EHF-bajnokok ligája-döntő
- 2008-09 női EHF-bajnokok ligája-döntő
- 2008 EHF Szuperkupa torna
- Pannon kupa, nemzetközi kézilabda torna
- X-faktor show
- Harlem Globetrotters show
- Tiësto koncert
- Michael Flatley's Lord of the Dance show

## Külső hivatkozások
- Az aréna honlapja